# Järna
 Järna est une localité de la commune de Södertälje en Suède.